# Айхенвальд, Александра Юрьевна
Алекса́ндра "Саша" Ю́рьевна Айхенва́льд (род. 1 сентября 1957, Москва) — российский, бразильский и австралийский лингвист, доктор наук (2005), специалист по типологии и полевой лингвистике. Труды по грамматической типологии, ареальной лингвистике, семитским, берберским, аравакским, папуасским и др. языкам; активная организаторская и издательская деятельность.

## Биография
У меня была идея, что надо знать три европейских языка — английский, немецкий и французский. Идея расистская, совершенно неправильная и политически некорректная — но мне было восемь лет.
Родилась в семье известного диссидента, поэта, переводчика и критика Ю. А. Айхенвальда. Вспоминала, что лингвистикой стала заниматься отчасти благодаря его ученице О. Казакевич.
Окончила Отделение структурной и прикладной лингвистики МГУ (1979), работала в Отделе языков Института востоковедения РАН. Кандидатская диссертация (1984) на тему «Структурная и типологическая классификация берберских языков».
С 1989 года в Бразилии, занималась полевыми исследованиями языков аравакской группы и ряда других малоизученных и исчезающих языков бассейна Амазонки. 
С 1994 года в Австралии, в университетах Канберры и Мельбурна. C 2000 по 2008 года — заместитель директора Научно-исследовательского центра по лингвистической типологии Университета Ла Троба (Мельбурн). Впоследствии — профессор университета им. Джеймса Кука в Кэрнсе. С 2021 года — профессор в исследовательском центре Jawun в Университете Центрального Квинсленда.
Занимается полевыми исследованиями папуасских языков Новой Гвинеи, языков бассейна Амазонки, типологией языков.

### Семья
- Отец — Юрий Александрович Айхенвальд
- Мать — Валерия Михайловна Герлин, дочь старшего майора НКВД Михаила Савельевича Горба и Евгении Семёновны Герлин[4]
- Муж — лингвист Боб (Роберт) Диксон[4]
- Сын — Михаил[4]

Своей лучшей подругой называла Е. Шмелёву

## Научная деятельность
Автор более 20 монографий (в том числе грамматических описаний современного иврита, южноамериканских исчезающих языков баре и тариана, новогвинейского языка манамбу), организатор большого числа конференций; под её редакцией (также совместно с Бобом Диксоном) выпущено более 35 сборников статей по типологии и ареальной лингвистике. Одной из своих лучших книг указывает «How Gender Shapes the World».

## Основные работы
- Современный иврит. М., 1990.
- Bare. München, 1995.
- Classifiers. Oxford, 1993.
- Language contact in Amazonia. Oxford, 2002.
- A grammar of Tariana. Cambridge, 2003.
- Evidentiality. Oxford, 2004.
- The Manambu Language of East Sepik, Papua New Guinea. Oxford, 2008.
- Imperatives and Commands. Oxford, 2010.
- The Art of Grammar: a practical guide. Oxford, 2015.